# 70e régiment d'infanterie (France)
Pour les articles homonymes, voir 70e régiment.

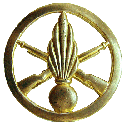
insigne de béret d'infanterie

Le 70e régiment d'infanterie (70e RI) est un régiment d'infanterie de l'Armée de terre française créé sous la Révolution à partir du régiment de Médoc, un régiment français d'Ancien Régime.

## Création et différentes dénominations
- 1673. Création du régiment de Mesmes[1],[2],[3].
- 29 janvier 1674. Régiment de Navailles[1],[4],[5].
- Janvier 1679. Régiment d'Hamilton.
- 1685. Régiment de Jarzé.
- 22 mai 1691. Régiment de Médoc[4].
- 1749. Renforcé par incorporation du régiment de Dauphiné.
- 1791.Une ordonnance du 1er janvier 1791 ayant supprimé les noms des régiments pour leur substituer des numéros, le régiment du Médoc devient le devient le  70e régiment d'infanterie de ligne[2], et est en garnison à Béziers
- 1792. Le 70e est scindé, le 1er bataillon passe à l’armée des Alpes. Le 2e bataillon est affecté à l’armée des Pyrénées…
- 1793. le 22 octobre, le 1er bataillon est amalgamé dans la 129e demi-brigade de première formation. Le 2e bataillon reste opérationnel à l’armée des Pyrénées-Orientales.
- 1795. le 5 juillet, Réformé, le 2e bataillon intègre la 130e demi-brigade de première formation et passe à l’armée d'Italie.
- 1796. 21 décembre (1er nivôse an V) Formation de la 70e demi-brigade de deuxième formation.
- 1803. 24 septembre (décret du 1 Vendémiaire de l'An 12), la 70e demi-brigade redevient le 70e régiment d'infanterie de ligne. Avec un effectif (au 21 septembre) de 1 700 hommes, organisés en 3 bataillons à 9 compagnies.
- 1808 : Mars, suivant le décret du 18 février 1808[6], le régiment se réorganise à 5 bataillons. 4 bataillons de guerre à 6 compagnies de 140 hommes (commandement compris), dont 1 compagnie de grenadiers et 1 compagnie de voltigeurs, et 1 bataillon de dépôt à 4 compagnies, et 1 état-major de 50 hommes. Effectif théorique par régiment 3 970 hommes, dont 108 officiers et 3 862 sous-officiers et soldat. Le 70e compte à cette date 3 280 hommes hors officiers.
- 1814.
  - 16 septembre, suivant l’ordonnance du 12 mai 1814, 4e réorganisation, l’effectif restant du 70e  de ligne (environ 840 hommes hors officiers) est intégré en totalité au nouveau 65e régiment d'infanterie de ligne.
  - 18 septembre, toujours suivant l’ordonnance du 12 mai 1814, 4e réorganisation, création du nouveau 70e régiment d'infanterie de ligne avec principalement l'effectif du 81e régiment d'infanterie de ligne.
- 1815.
  - Août: Dissolution du 70e régiment d'infanterie de ligne.
- 1840 : suite à ordonnance royale du 29 septembre, le 70e régiment d'infanterie de ligne est recrée le 4 décembre 1840 avec des contingents provenant des 6e, 9e, 16e, 29e, 34e, 54e, de ligne, et est cantonné à Verdun.
- 1870 : Le 18 décembre, Formation à Cherbourg du 70e régiment de marche.
- 1871 : 12 septembre, Fusion du 70e  régiment de marche avec le 70e régiment de ligne à Chatou (Yvelines) en garnison à Paris.
- 1939 : 70e régiment d'infanterie de forteresse.
- 1940 : Dissolution.

## Colonels et chefs de corps
- 27 avril 1788 : Innocent-Adrien-Maurice, marquis de Roquefeuil.
- 25 juillet 1791 : Hugues Meunier[7].
- 7 août 1792 : Jean Mathieu Philibert Sérurier[4].
- 1794 : Pierre Dandigné
- 1796 : chef de brigade de Chambarlhac
- 1796 : Jean Victor Rouyer (*)
- 1809 : colonel Lavigne
- 1811 : Jean François Dumareix
- 1815 : colonel Maury
- 1815 : colonel Uny
- 1815 : colonel Stoffel
- De 1815 à 1840, le régiment n'existe pas
- 1840 : colonel Martin de Bourgon
- 1848 : colonel Jolivet
- 1848 : baron de Chargère
- 1853 : colonel Dufour
- 1858 : colonel Douay
- 1859 : colonel Eudes de Boistertre
- 1869 : Jean-François Henrion-Bertier
- 1874 : colonel Boulanger
- 1874 : comte d'Amédor de Molans
- 1877 : Jean François Jules Herbé
- 1882 : colonel Denis
- 1887 : colonel Jacquey
- 1889 : colonel Spézino
- 1892 : colonel Déchizelle
- 1892 : colonel Arvers
- 1893 : colonel Chamoin
- 1893 : colonel Fleury
- 1897 : Émile Bourdeau
- 24 mars 1912. Colonel Masnou
- 1914 : Colonel Laroque.
- …1916: colonel contre

### Ancien Régime

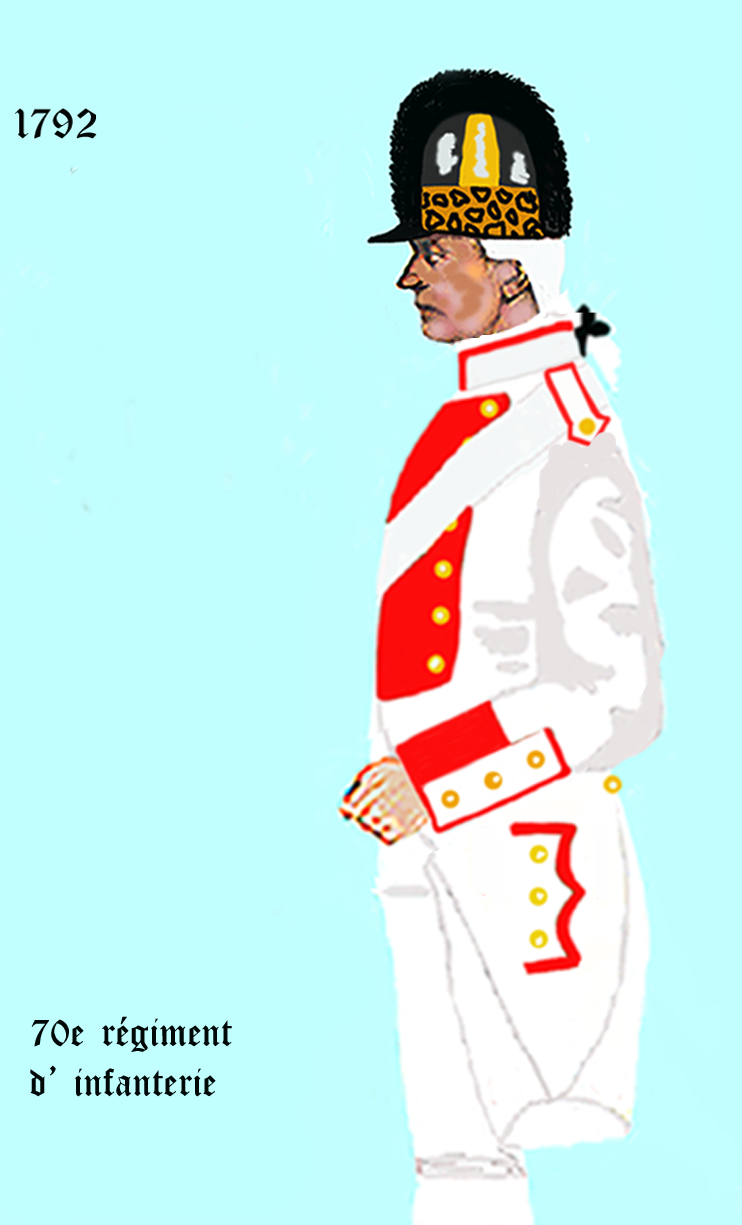
Uniforme du régiment par décret d'application de 15 janvier 1792

## Historique des garnisons, combats et batailles du70eRI

### Guerres de la Révolution et de l'Empire

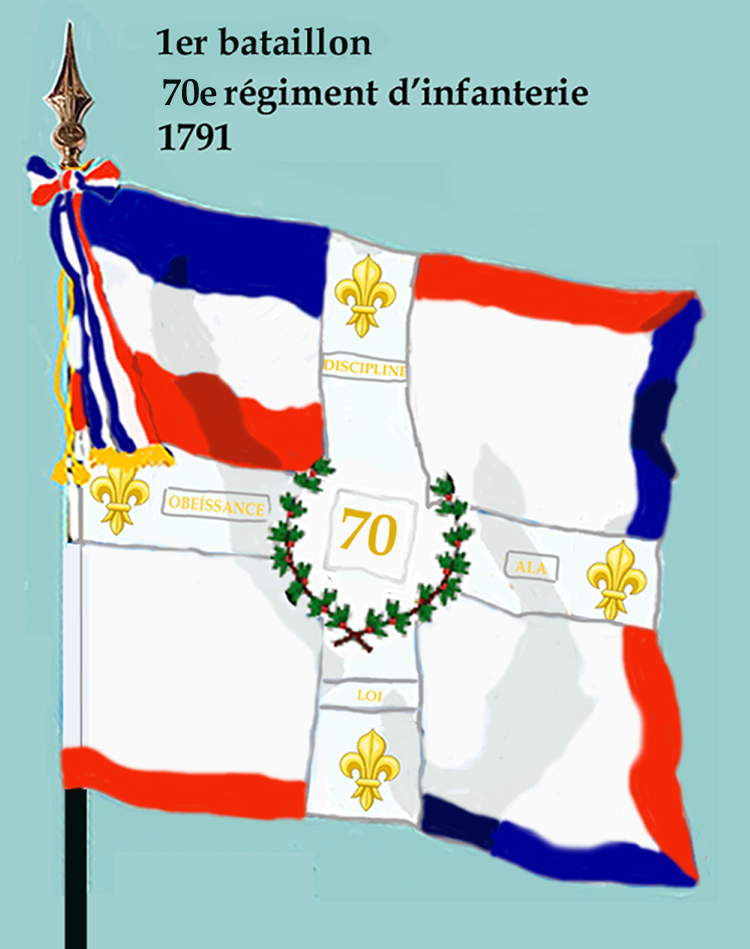
Drapeau du 1er bataillon du 70e régiment d'infanterie de ligne de 1791 à 1793
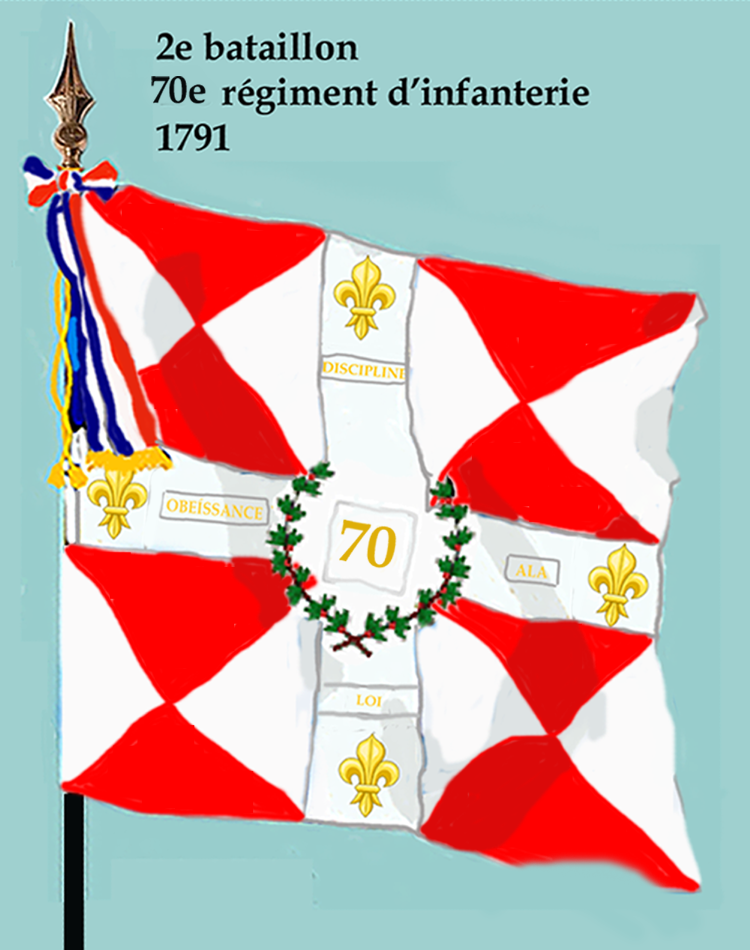
Drapeau du 2e bataillon du 70e régiment d'infanterie de ligne de 1791 à 1793

- 1791 : Le 70e régiment d'infanterie de ligne, est en garnison à Béziers.
- 1792 : Armée d'Italie
- 1794 : Armée des Pyrénées orientales (2e bataillon)
- 1796 : Le 70e sous sa dénomination, 70e demi-brigade, prend part à la Campagne d'Italie en 1796. On la retrouve notamment dans la brigade dirigée par Jean Joseph Magdeleine Pijon à la bataille de Montenotte.
- 1796 à 1799 : la 70e demi-brigade fait partie des armées de l’Ouest et d’Angleterre.
- 1800 à 1802 : la 70e demi-brigade est à l’armée d’Italie. Passage du Tessin et Prise de Turbigo ( 31 mai 1800). Bataille de Marengo (14 juin 1800).

- 1803 : le 70e régiment de ligne fait partie du camp de Boulogne ; vers 1803. Il participe à la campagne de Prusse et d'Allemagne sous les ordres de Napoléon.
- 1804 à 1805 : le 70e régiment d'infanterie de ligne est au camp de Brest.
- 1806 : le 70e régiment d'infanterie de ligne, fait partie de l’armée du Nord, est sur la Flottille Impériale, et à l’armée des côtes de Brest.

- 1807 : août, le 70e et au camp volant de Pontivy, par le décret du 2 août 1807, Napoléon ordonne la dissolution du Camp de Pontivy pour le 15 août 1807, et la création du « Corps d’observation de la Gironde » sous le commandement du général JUNOT qui sera basé à Bayonne. Le 70e a deux bataillons de 1 260 hommes (soit 2 520 hommes sur le papier), qui intègre la 1re division de ce corps commandée par le Général de division Henry François DELABORDE, (le 3e bataillon restant au dépôt à cette date). 19 octobre, La 1re division du corps d’observation de la Gironde entre en Espagne (avant la signature du traité de Fontainebleau) pour se rendre à Lisbonne en passant par Valladolid, Salamanque et Ciudad-Rodrigo. Vers le 10 décembre 1807, le 3e bataillon du 70e doit se rendre à Saint-Jean-Pied-de-Port pour faire partie de « La division d’observation des Pyrénées Occidentales ». Le 20 décembre 1807, le 3e bataillon reçoit l’ordre de se mettre en marche pour rejoindre le 1er corps d’observation de la Gironde (au Portugal).
- 1807 : 23 décembre, par décret le « 1er corps d’observation de la Gironde » est renommé « Armée du Portugal » toujours sous le commandement du général JUNOT.

- 1808 : Armée de Portugal - Guerre d'indépendance espagnole.
  - Le 70e est au 1er siège de Saragosse, Espagne, juin 1808.
  - Le 70e est à la bataille de Vimieiro, Portugal, les 17 et 21 août 1808.
- 1809 : Armée de Portugal - Guerre d'indépendance espagnole.
  - Le 70e est à la bataille de la Corogne, 16 janvier 1809.
  - Le 70e est à la 1re bataille de Porto, 29 mars 1809.
  - Le 70e est à la 2e bataille de Porto, 12 mai 1809. (143 hommes sont faits prisonniers par les Anglais).
- 1810 : Guerre d'indépendance espagnole.
  - Le 70e est au siège d’Astorga, avril 1810.
  - Le 70e est au siège d’Almeida, juillet 1810.
  - Le 70e est à la bataille de Buçaco (Coimbra), 27 septembre 1810. (220 hommes sont faits prisonniers par les Anglais à l’hôpital de Coimbra le 7 octobre.)
- 1811 : Guerre d'indépendance espagnole.
  - 55 hommes du 4e bataillon ont trouvé la mort dans une tempête de neige au passage de la montagne du Foz-Giraldo, Portugal, dans la nuit du 01 au 2 février 1811.
  - Le 70e est à la bataille de Sabugal, 3 avril 1811. (72 hommes sont faits prisonniers par les Anglais)
- 1812 : Guerre d'indépendance espagnole.
  - Le 70e est à Osorno la Mayor, Espagne. 28 mars 1812.
  - Le 70e est à la bataille des Arapiles, Espagne. 22 juillet 1812.
- 1813 : Espagne (les 1er et 2e Bataillons)
  - Le 70e est à la bataille de Sahagun, Espagne. 15 janvier.
  - Le 70e est à la bataille de Sorauren, Espagne. 28 juillet-01 aout.
  - Le 70e est à la bataille de la Bidassoa, Pyrénées. 7 octobre.
  - Le 70e est à la bataille de la Nivelle, Pyrénées-Atlantique. 10 novembre.
- 1813 : Campagne d'Allemagne (les 3e et 4e Bataillons)
  - 20-21 mai : bataille de Bautzen
  - 16-19 octobre : bataille de Leipzig
- 1814 : Campagne de France
  - 14 février 1814 : bataille de Vauchamps
  - 14 avril : Siège de Bayonne

### Second Empire
De 1854 à 1859, le 70e régiment d'infanterie de ligne est en Algérie.
En 1859, il fait la campagne d'Italie et participe aux batailles de Robechetto, Magenta, où il s'illustre lors de la prise du presbytère, et Solférino.

#### Guerre de 1870
Au 1er août 1870, le 70e de ligne faisait partie du 6e corps de l'armée du Rhin sous le commandement du Maréchal Canrobert dans la division Levassor-Serval dans la brigade Chanaleilles avec le 28e régiment d'infanterie de ligne.
En 1870 il combat à Rezonville, Saint-Privat et dans les batailles du siège de Metz.
Le 16 août 1870, le 4e bataillon, formé pour la plupart de nouveaux arrivants, quitte le dépôt pour créer le 10e régiment de marche qui formera la 1re brigade de la 2e division du 13e corps d'armée
7 octobre : bataille de Bellevue
Au 18 décembre 1870, le 70e régiment de marche faisait partie du 22e corps (général de division Lecointe) de l'armée du Nord sous le commandement du général de division Faidherbe dans la 2e division Dufaure du Bessol dans la 2e brigade de Gislain avec le 18e bataillon de chasseurs de marche et le 101e mobiles de Somme et Marne.
- 23 décembre 1870 - Bataille de l'Hallue (ou de Pont-Noyelles)
- 3 janvier 1871 - Bataille de Bapaume.
- 19 janvier 1871 - Bataille de Saint-Quentin.
- 15 février 1871 - Embarquement à Dunkerque du 22e corps pour Cherbourg.
- 7 mars 1871 - Licenciement de l'Armée du Nord.

### De 1871 à 1914
En 1875, le régiment s'installe caserne de la Trémoille à Vitré (Ille-et-Vilaine). 
Lors de la réorganisation des corps d'infanterie de 1887, le 4e bataillon forme le 154e régiment d'infanterie
En 1914, le régiment a un détachement au camp de la Lande d'Ouée[réf. souhaitée].

### Première Guerre mondiale
Pendant la guerre, le régiment reste affecté à la 19e division d'infanterie d'août 1914 à novembre 1918, d'abord à la 38e brigade de la 19e DI, puis à l'infanterie divisionnaire (ID 19).

#### 1914
- le 24 août Bataille de Charleroi
- le 29 août Bataille de Guise.

#### 1915
- Point-du-Jour
- Bailleul.

#### 1916
- Bataille de Verdun : Bois d'Avocourt, Mort-Homme, Cumières, Froideterre, Thiaumont.

#### 1917
- Mont Blond, Mont Cornillet
- Verdun, Cote 344.

#### 1918
- Attaque de l'Aisne
- LongPont, Villers-Hélon.

### Entre-deux-guerres
Le régiment est dissous le 16 février 1920. Cette dissolution provoque un scandale politique local à Vitré, qui perd son régiment.

### Seconde Guerre mondiale
Le régiment est recréé en août 1939 pour le secteur fortifié de Haguenau sous le nom de 70e régiment d'infanterie de forteresse. Il est mis sur pied à partir du Ier bataillon du 170e régiment d'infanterie de forteresse.

### Depuis 1945 à nos jours
- 2006 : Garnison à Vitré en Ille-et-Vilaine une rue porte son nom[réf. nécessaire].

## Drapeau
Il porte, cousues en lettres d'or dans ses plis, les inscriptions :
- Montenotte 1796
- Marengo 1800
- Oporto 1809
- Magenta 1859
- Les Monts 1917
- L'Aisne 1918
- La Marne 1918

## Décorations décernées au régiment
La cravate du drapeau du régiment est décorée de la croix de guerre 1914-1918 avec deux citations à l'ordre de l'armée puis une à l'ordre du corps d'armée. Le régiment a le droit au port de la fourragère aux couleurs du ruban de la croix de guerre 1914-1918.

## Personnages célèbres ayant servi au70eRI
- Charles Pierre de Lamer, sous-lieutenant (1770)
- Tancrède Florestan Roger Louis Grimaldi dit « Florestan 1er de Monaco » (1785-1856), prince de Monaco. Arrivé au corps le 23 décembre 1806 comme Fusilier, nommé Caporal le 1er août 1807. Passé le 12 août 1807 aux Bataillons de la Méditerranée en Corse.
- Ernest Pierre-Marie Guérin (1887-1952), artiste peintre.

## Sources et bibliographie
- Général Andolenko : Historiques de l'Infanterie Française (Eurimprim 1969).
- Historique du 70e régiment d'infanterie de ligne - imprimerie de A. Dutemple
- Historiques des corps de troupe de l'armée française (1569-1900)
- French Infantry Regiments and the Colonels who Led Them: 1791 to 1815
- Émile Mugnot de Lyden : : Nos 144 Régiments de ligne